# 丁列明
丁列明（1963年—），浙江嵊州人，汉族，中华人民共和国政治人物、第十二届全国人民代表大会浙江地区代表。

## 生平
毕业于阿肯色大学病理专业，后创建并担任贝达药业股份有限公司董事长。加入中国农工民主党。2013年，被选为全国人大代表。2018年2月24日，当选为第十三届全国人大代表。